# Кутейниковское сельское поселение (Родионово-Несветайский район)
Кутейниковское сельское поселение — муниципальное образование в Родионово-Несветайском районе Ростовской области.
Административный центр поселения — слобода Кутейниково.

## Административное устройство
В состав Кутейниковского сельского поселения входят:
- слобода Кутейниково;
- хутор Гребцово;
- хутор Каменный Брод;
- хутор Кирбитово;
- хутор Октябрьский.

## Население
| 2010  | 2012  | 2013  | 2014  | 2015  | 2016  | 2017  |
| ----- | ----- | ----- | ----- | ----- | ----- | ----- |
| 2309  | ↗2312 | ↘2248 | ↗2289 | ↘2280 | ↘2248 | ↘2227 |
| 2018  | 2019  | 2020  | 2021  |       |       |       |
| ↗2230 | ↘2206 | ↗2217 | ↗2240 |       |       |       |